# Horizon Monaco
Pour les articles homonymes, voir Horizon.
Ne doit pas être confondu avec Horizons.
 (septembre 2015).
Si vous disposez d'ouvrages ou d'articles de référence ou si vous connaissez des sites web de qualité traitant du thème abordé ici, merci de compléter l'article en donnant les références utiles à sa vérifiabilité et en les liant à la section « Notes et références ».
Horizon Monaco est une coalition politique monégasque créée en 2012. En 2016, elle a été présidée par Antoine Bellando de Castro.

## Partis de la coalition
- Rassemblement et Enjeux
- Synergie monégasque
- Union pour la Principauté

## Élections nationales
| Année | %     | Sièges  |
| ----- | ----- | ------- |
| 2013  | 50,34 | 20 / 24 |
| 2018  | 26,10 | 2 / 24  |